# Кальченко Віталій Іванович
Кальченко Віталій Іванович (нар. 1 травня 1934 року в м. Харків, Україна) — доктор технічних наук, професор, завідувач кафедри автомобільного транспорту та галузевого машинобудування Чернігівського національного технологічного університету.

## Біографія
Кальченко Віталій Іванович народився 1-го травня 1934 року в м. Харкові. Після закінчення з відзнакою Харківського машинобудівного технікуму був направлений на подальше навчання до Харківського політехнічного інституту, який закінчив у 1961 році зі спеціальності «Технологія машинобудування, металорізальні верстати і інструмент», був направлений на роботу у дослідно-конструкторське бюро шліфувальних верстатів (ДКБШВ) при Харківському верстатобудівному заводі ім. Косіора, де працював на посадах інженера-конструктора, провідного конструктора, начальника сектора спеціальних верстатів.
Талант конструктора і організатора проявився у 1964 році, коли Німеччина відмовилась поставляти труби великого діаметра, які потрібні для транспортування газу та нафти та виготовлення ракет і за завданням керівництва держави необхідно було впродовж року спроектувати і виготовити нові верстати для шліфування валків трубовальцевих станів.
В бюро, де працювало понад 300 конструкторів, на Вченій раді інституту одностайно було затверджено його кандидатуру на посаду провідного конструктора, який відповідає за розробку, виготовлення та впровадження нових верстатів, що було дуже важким випробуванням для молодого конструктора, який розробив і впровадив, на той час, тільки 2 верстата. Під час розробки ним був запропонований новий спосіб і технологія шліфування різноманітних поверхонь зі схрещеними осями деталі і круга. Цей напрямок в подальшому розробляють відомі німецькі фірми «Junker», «Metabo» та «Waldrich siegen».
Через рік перший верстат був впроваджений на Електростальскому заводі важкого машинобудування. В порівнянні з існуючою технологією він забезпечив підвищення точності на два класи і продуктивності в чотири рази, що підтверджено коментарем головного інженера Електростальського заводу Верника Б. О. у центральній газеті «Правда» (м. Москва) від 18 жовтня 1965 року, стаття «Высокая точность».
Пізніше ним було розроблено гами верстатів ХШ 3-45М, ХШ 3-47, ХШ 3-48, які були встановлені на трубовальцевих і листовальцівних заводах України, СНД, Болгарії, Єгипта, Чилі та в інших державах. Більшість верстатів цих моделей, виготовлених Харківським верстатобудівним заводом ім. С. В. Косіора, на заводах замовників впроваджувались під керівництвом Віталія Івановича, який працював шеф-майстром.
Під його керівництвом розроблені також верстати моделей ХШ9-05, ХШ9-06 для шліфування труб, модель ХШ9-16 — для шліфування слябів, модель ХШ9-18 — лопастей турбін і повітряних гвинтів, автоматична лінія ПЛ6 для шліфування шийок колінчастих валів двигуна КАМАЗ.
У 1972 році під керівництвом академіка АН СРСР В. І. Дикушина в Експериментальному науково-дослідному інституті металорізальних верстатів у м. Москві захистив кандидатську дисертацію зі спеціальності «Металорізальні верстати». Після захисту якої був направлений в Чернігівський філіал Київського політехнічного інституту, де працював на посаді доцента, і через пів року отримав атестат доцента, як провідний спеціаліст промисловості. Крім педагогічної роботи організував конструкторське бюро, в якому виконувались як держбюджетні, так і хоздоговірні науково-дослідні роботи. Під його керівництвом були розроблені і впроваджені верстати для обробки турбінних лопаток для Харківського підприємства «Турбоатом», верстати для шліфування сферичних поверхонь кранів пожежних машин «Пожмашина» (м. Прилуки) та для шліфування торців пружин на Чернігівському підприємстві «Агрореммаш».
У 1994 році в Харківському політехнічному університеті захистив докторську дисертацію на тему «Научные основы шлифования криволинейных поверхностей с управляемой ориентацией абразивного инструмента» зі спеціальностей «Технологія машинобудування» і «Процеси механічної обробки, верстати і інструмент».
Доктор технічних наук, професор Кальченко Віталій Іванович двадцять п'ятий рік працює завідувачем кафедри «Автомобільний транспорт та галузеве машинобудування» Чернігівського національного технологічного університету. За вклад в отриманні кафедрою і університетом четвертого рівня акредитації був нагороджений Міністерством освіти України знаком «Відмінник освіти України», посвідчення № 42447, наказ міністра № 688-к від 29 вересня 1999 р. У 2008 р. відкрив на кафедрі новий напрям підготовки фахівців «Автомобільний транспорт», крім існуючого «Галузеве маштнобудування». Нагороджений грамотою МОНУ (наказ № 679 від 07.07.2010 р., міністр Д. В. Табачник), як завідувач кафедри ЧНТУ, науковий керівник переможців Всеукраїнського конкурсу студентських наукових робіт з природничих, технічних і гуманітарних наук 2009/2010 н.р. з напрямку «Машинознавство».
По запропонованому ним напрямку: «шліфування зі схрещеними осями інструменту та деталі» підготовлено 2 докторські і 7 кандидатських дисертацій. Ним написано 7 монографій, понад 300 наукових праць, 4 посібника з грифом Міністерства освіти і науки України, отримано більше 100 авторських свідоцтв СРСР та патентів України.
На кафедрі працює аспірантура, відкрита спеціалізована вчена рада К 79.050.02 по захисту кандидатських дисертацій, головою якої він є.
Кальченку В. І. за вагомий особистий внесок у розвиток вітчизняної науки, зміцнення науково-технічного потенціалу України наказом президента України від 21 листопада 2012 року № 646/2012 присвоєно почесне звання «Заслужений діяч науки і техніки України» посвідчення № 2309.
Професор В. І. Кальченко підтримує тісні науково-педагогічні зв'язки з колегами з альма-матер, при кожному випадку підкреслює свою щиру вдячність і глибоку повагу до своїх професійних витоків, до Харківського політехнічного інституту.

## Публікації
Кальченко В. І. написав 7 монографій (3 одноосібно), понад 400 наукових робіт, отримав понад 80 авторських свідоцтв та патентів.

### Монографії
- Грабченко А. І., Кальченко В. І., Кальченко В. В. Шлифование со скрещивающимися осями инструмента и детали (Монография). — Чернігів: ЧДТУ, 2009. — 356 с.
- Кальченко В. І., Кальченко В. В., Венжега В. І. Торцеве шліфування зі схрещеними осями інструмента і деталі (Монографія). — Чернігів: ЧДТУ, 2013. — 326 с.
- Кальченко В. І., Кальченко В. В., Кальченко Д. В. Математичне 3D модулювання процесу круглого шліфування зі схрещеними осями інструменту та деталі (Монографія). — Чернігів: ЧДТУ, 2014. — 326 с.
- Грабченко А. І., Кальченко В. І., Кальченко В. В. Шлифование со скрещивающимися осями инструмента и детали. Издание 2-е, дополненное. (Монография). — Чернигов: ЧНТУ, 2015. — 504 с.

### Навчальні посібники
- Кальченко В. І., Кальченко В. В., Венжега В. І. Відновлення деталей автомобілів: Навчальний посібник, рекомендовано МОНУ. — Чернігів: ЧДТУ, 2012. — 193 с.
- Кальченко В. І., Кальченко В. В. Математичне моделювання процесів та точності шліфування зі схрещеними осями інструменту та деталі: Навчальний посібник. — Чернігів: ЧДТУ, 2013. — 420 с.
- Кальченко В. І., Кальченко В. В., Пасов Г. В. Використання теорії планування експериментів в експериментальних методах дослідження: Навчальний посібник. — Чернігів: ЧДТУ, 2013. — 250 с.
- Кальченко В. І., Кальченко В. В., Пасов Г. В. Теоретичне та експериментальне дослідження змінних процесів при шліфуванні: Навчальний посібник. — Чернігів: ЧДТУ, 2013. — 252 с.
- Кальченко В. І. Вступ до фаху: «Металорізальні верстати та системи»: навчальний посібник. / Кальченко В. І., Кальченко В. В., Венжега В. І., Слєднікова О. С. — Чернігів: ЧНТУ, 2015. — 136 с.
- Кальченко В. І., Кальченко В. В., Пасов Г. В., Чередніков О. М. Елементи математичних теорій моделювання технічних систем: Навчальний посібник. — Чернігів: ЧНТУ, 2015. — 336 с.